# Denkmäler der Provinz Yunnan
Die Denkmalliste der Provinz Yunnan (chinesisch 雲南省文物保護單位 / 云南省文物保护单位, Pinyin Yúnnán shěng wénwù bǎohù dānwèi – „Denkmäler der Provinz Yunnan“) ist eine vom Amt für Kulturgegenstände der Provinz Yunnan (云南省文物局,  Yunnan sheng wenwu ju) in der Volksrepublik China aufgestellte Denkmalliste von geschützten historischen Stätten und Kulturgütern. Sie werden von der Volksregierung der Provinz Yunnan bestimmt und vom Staatsrat der Volksrepublik China bekanntgegeben.
Eine erste Liste wurde 1965 erstellt, eine zweite im Jahr 1983. Sie wurde inzwischen mehrmals um ein Mehrfaches erweitert (siehe Übersicht). Die Liste umfasst bedeutende Stätten für Geschichte, Religion, Kunst und Wissenschaft: Gebäude, Gräber, alte Architektur, Klöster, Steininschriften und anderes.
Ein Teil der Denkmäler der Provinz Yunnan steht auch auf der Liste der Denkmäler der Volksrepublik China.
Baoshan – Chuxiong – Dali – Dehong – Dêqên – Honghe – Kunming – Lijiang – Lincang – Nujiang – Pu’er – Qujing – Wenshan – Xishuangbanna – Yuxi – Zhaotong

## Beschlüsse
| Liste Nr. | Datum        | Jahr |
| --------- | ------------ | ---- |
| 1         | 20. Januar   | 1965 |
| 2         | 13. Januar   | 1983 |
| 3         | 21. Dezember | 1987 |
| 4         | 16. November | 1993 |
| 5         | 13. November | 1998 |
| 6         | 18. Dezember | 2003 |

## Übersicht (nach Bezirken und ihren Kreisen usw.)
Die Schreibung erfolgte in Pinyin und mit chinesischen Schriftzeichen, jeweils mit Angabe der Liste.

### Kunming

#### Panlong
- Daliguo jingchuang (1-22) (Sutren-Säule des Ksitigarbha-Tempels)
- Zhu De zeng Yingkong heshang shiwen bei (2-3) (Zhu De) (Foto, web, web)
- Grab von Sayyid Adschall Schams ad-Din Umar (2-26)
- Renmin shengli tang (5)
- Taihe Gong Jindian (1-9)
- Zhenqing guan (5)
- Huguo qiao (6-62)
- Kunming Nie Er guju (6-63) (Ehemaliger Wohnsitz des Komponisten Nie Er)

#### Wuhua
- “Yi’er yi” yundong si lieshimu (1-3)
- Wang Desan, Wu Cheng, Ma Dengyun lieshimu (1-4) (Wang Desan, Wu Cheng, Ma Dengyun)
- Fünfhundert Arhats des Bambus-Tempels (1-25)
- Yunnan lujun jingwutang jiuzhi (2-2) Ehemaliger Sitz der Militärakademie von Yunnan
- Dong Xi si ta (2-10) Ost- und West-Pagode
- Zhonggong Yuntang sheng wei jiandan jiuzhi (3-1)
- Zhu De jiuju (3-2) Ehemaliger Wohnsitz von Zhu De
- Tang Jiyao mu (3-3) Grab von Tang Jiyao
- Yunnan gongyuan (mit Huize lou Yingqiu yuan) (3-12)
- Yunnan di-yi tianwendian (4)
- Xinan lianda jinian bei (5) (Vereinigte Südwest-Universität)
- Yuantong si (Yuantong chansi) (5)
- Lu Han gongguan (6-61) (Residenz von Lu Han)

#### Guandu
- Diamantthron-Pagode des Miaozhan Si (1-7)
- Longquan guan (4)
- Qian Feng mu (6-1) (Grab von Qian Feng)
- Guandu Tuzhu miao ji Fading si (6-15)

#### Xishan
- Nie Er mu (1-2) Grab des Komponisten Nie Er
- Daguan lou (2-17)
- Sheng’an ci (3-13)
- Yide cehousuo (4) (Chen Yide)
- Xishan Longmen (4)

#### Dongchuan
- Jinsha Jiang Shujie dukou (3-4) web
- Maolu chang yetong yizhi (4)

#### Anning
- Fahua si shiku (1-13)
- Wang Renqiu bei (1-19)
- Caoxi si (2-14)
- Lianran wenmiao 连然文庙 (3-14)
- Shilongba shuidianzhan (4)
- Wenquan moya shikequn (6-55)

#### Chenggong
- Longtan Shan yizhi (3-52)

#### Jinning
- Shizhaishan yizhi ji gumuqun (1-14)
- Ma Hazhi mubei (2-31), Vater von Zheng He
- Guanyin dong bihua (3-45)
- Panlong si (4)

#### Yiliang
- Faming si (4)
- Zhangkoudong yizhi (6-2)

#### Songming
- Lan Mao mu ji Lang gong si (2-27)
- Jia lize honghen haiba shike (6-56)

#### Luquan
- Yi, Hanwen moya (2-33)
- Jinsha Jiang Jiaoping dukou (2-6)
- Santai Shan shike (3-46)
- Muke xiang Hongjun bihua (4)
- Pudu He tiesuoqiao ji hongjun lieshimu (6-65) web

#### Xundian
- Dangui cun zhongyang hongjun zongbu zhudi jiuzhi (2-5)
- Zhandou shuiku jinianbei (6-64)

### Qujing

#### Qilin
- Cuan Baozi bei (1-17)
- Duanshi yu Sanshiqi bu huimeng bei (1-21)
- Batatai gumuqun (3-61)
- Luohan Shan gumuqun (6-5)

#### Xuanwei
- Ke du guan yi dao (4)
- Pu Zaiting guju (5) (Ehemaliger Wohnsitz von Pu Zaiting, web)
- Jianjiaodong yizhi (6-9) Jianjiaodong-Stätte web

#### Zhanyi
- Bole yizhi jinianzhi (5)

#### Fuyuan
- Sheng jing guan jie fang (3-15)
- Zhongshan litang ji Fuyuan wenmiao (5)
- Dahe yizhi (6-8)

#### Luoping
- Zhonggong luopan diwei zhijunbu (6-69)

#### Shizong
- Dou Xu guju (6-17) Ehemaliger Wohnsitz von Dou Xu
- He Fulong mu (6-68) Grab von He Fulong

#### Luliang
- Cuan Longyan bei (1-18)
- Dajue sita (2-12)

#### Huize
- Wanshou gong (3-16)
- Shoufu si (5)
- Meng gu po tong yun gudao (6-6)
- Shuicheng gumuqun (6-7)
- Tang Jiyao guju (6-67)

### Yuxi

#### Hongta
- Yuxi guyao zhi (2-24)
- Nie Er guju (5)
- Jiulongchi gu jianzhuqun (6-19)
- Wenxingxiang shanghao (6-70)

#### Jiangchuan
- Jiangchuan wenmiao (6-20)

#### Tonghai
- Xiushan gu jianzhuqun (3-19)
- Sansheng gong (4)
- Jukui ge (4)
- Yuanming si (5)
- Tonghai wenmiao (5)
- Hexi wenmiao (6-21)
- Yangguang Faming si (6-22)
- Xihe Dafu si (6-23)

#### Xinping
- „Long xi shi zu“ zhuangyuan (6-71)

#### Yuanjiang
- Take yahua (3-47)
- Miaolian si Dadian (5)

### Baoshan

#### Longyang
- Lanjindu ji Jihongqiao (2-20)[1]
- Yang Zhenhong mu (3-11)
- Yuhuang ge (3-38)
- Tangzigou yizhi址 (3-53)
- Zhu ge ying yizhi (3-57)
- Shuanghong qiao (4)
- Guangzun si (6-46)

#### Shidian
- Xu Zhong ci ji bei ji Xu Zhong ci (2-32)

#### Tengchong
- Guoshang muyuan (3-8)
- Ehemaliger Wohnsitz von Ai Siqi (3-9)
- Zhang Wenguang mu (3-10)
- Heshun tushuguan (4)
- Xishanba Nanzhao yizhi (4)
- Tengchong wenmiao (5)
- Qiluo Wenchang gong (5)
- Englisches Konsulat in Tengchong (6-79)
- Dianxi jun dudufu ji dieyuan ji ke (6-80)
- Ehemaliger Wohnsitz von Li Genyuan (6-81)

#### Longling
- Huitong qiao (4)
- Songshan zhanyi yizhi (4)
- Longling ri jun jin Rijun qin Hua zuizheng yiji (6-82)

### Zhaotong

#### Zhaoyang
- Meng Xiaoju bei (1-16)
- Huo Chengsi bihua mu (2-25)
- Guoshan dong yizhi (6-3)
- Qingguan ting (6-16)
- Long Yun guju (6-66)

#### Ludian
- Yeshi Shan yizhi (3-54)
- Tuogu Qingzhensi (4)

#### Yanjin
- Yuan Zi tiji moya (1-20)

#### Yiliang
- Ehemaliger Wohnsitz von Luo Binghui (3-6)

#### Weixin
- Zhaxi huiyi jiuzhi (2-4)
- Shuitianzhai zhongyang Hongjun zongbu zhudi jiuzhi址 (3-5)
- Guandoushan shidiaoqun (4)
- Tielu Hongjun biaoyu (5)
- Wa shi xuan guan (6-4)

### Lijiang

#### Gucheng
- Liuli dian yu Dabao (1-8)
- Fuguo si Fufeng lou (2-19)
- Jinsha Jiang shigu dukou (2-7)
- Puji si Tongwa dian (3-40)
- Jinlong-Brücke (6-49)
- Hongtaiyang guangchang Mao Zedong shengxiang (6-83)

#### Yongsheng
- Ling yuan qing Guanyin ge (4)
- Liu de ta liu ren ji chengbao (5)
- Qingshui gu jianzhuqun (6-51)

#### Yulong
- Beiyue miao (4)
- Baoshan Shitou cheng (4)
- Zhiyun si (5)
- Dajue gong (5)
- Wenfeng si (6-50)

#### Ninglang
- Zhameige lamasi (4)

### Pu’er

#### Simao
- Minzu tuanjie shici bei (4)

#### Mojiang
- Mojiang wenmiao (5)

#### Jingdong
- Jingdong wenmiao (3-25)
- Jingdong Weicheng yizhi (5)
- Linjie qinzhengsi (6-41)

#### Jinggu
- Qiannuo Fosi (3-26)
- Meng wofo si shuangta (4)
- Mangdao Fosi (6-39)
- Dashi si (6-40)

#### Menglian
- Menglian xuanfu sishu (1-10)
- Mangzhong Fosi (6-37)
- Zhongcheng Fosi (6-38)

#### Lancang
- Nuofo jiaotang (3-27)
- Zheng kong du moya (3-51)

#### Ximeng
- Fodianshan Fofang yizhi (5)

### Lincang

#### Linxiang
- Mengwang ta ji Xibei ta (6-54)

#### Fengqing
- Fengqing wenmiao (4)

#### Gengma
- Shifodong yizhi (3-56)

#### Cangyuan
- Cangyuan yahua (2-29)
- Guangyun Fosi (3-44)
- Banhong renmin kang-Ying mengshi bei (4)

### Dehong

#### Mang
- Pudi si (6-48)

#### Ruili
- Deng han nong zhuang si (4)
- Pinglu chengzhi (4)

#### Lianghe
- Nandian xuanfu sishu (3-39)
- Li Genyuan guju (4)

#### Yingjiang
- Manmengting ta (2-13)
- Dao Anren mu (4)
- Majili shijian fashengdi (5)

#### Longchuan
- Bangjiaoshan guanyashu (4)
- Hu sa huang ge si (6-47)

### Nujiang

#### Lushui
- Pianma renmin kang Ying douzheng yizhi (4)

#### Gongshan
- Bai han luo jiaotang (6-85)

#### Lanping
- Tu’e tusi yashu (5)
- Yang yu ke jia ci jianzhuqun (6-84)

### Dêqên

#### Shangri-La
- Zhongxin zhen gongtang (3-41)
- Guihua si (4)
- Baishuitai Dongba shengji (4) Baishuitai

#### Dêqên
- Dongzhulin si 东竹林寺 (3-42)
- Katholische Kirche von Cizhong (3-43)
- Chama gudao Meili duan (6-14) Meili-Abschnitt der "Alten Tee-Pferde-Straße"
- Feilai si (6-53) Feilai-Kloster
- Benzilan Fota dian bihua (6-60) Benzilan

#### Weixi
- Yezhi tusi yashu (5)
- Damo zushi dong (5) (Bodhidharma)
- Shouguo si (6-52)

### Dali

#### Dali
- Taihe cheng yizhi (1-15)
- Yuan Shizu ping yun nan bei (1-23)
- Chongsheng si san ta (1-5)
- Du Wenxiu mu (2-1)
- Hongsheng si ta (2-8)
- Fo tu si ta (2-9)
- Xizhou Baizu minju jianzhuqun (3-29)
- Shengyuan si Guanyin ge (3-30)
- Cangshan shen ci (3-31)
- Fazang si Dongshi zongci (3-32)
- Yang ju mie cheng yizhi (3-58)
- Zhou Baozhong guju (3-7)
- Du Wenxiu yuanshuai fu (4)
- Da Tang tang bao zhan shi zhong (4)
- Fengyi wenmiao (6-44)

#### Xiangyun
- Shuimushan ta (3-33)
- Wang Fusheng (4)
- Dong chengmen ji Zhonggu lou (6-45)
- Dong Youdi mu shidiao zaoxiang (6-58)

#### Binchuan
- Zhusheng si (4)
- Bai yang cun yizhi (5)
- Shang cang ben zhu miao (5)
- Binchuan wenmiao ji Binchuan Wumiao (5)
- Yangshi zongci mingren tike (6-57)

#### Midu
- Li Wenxue Yizu ningming qiyi zhiyi (1-1)
- Eisensäule aus dem Staat Nanzhao (1-24)
- Yongzeng Yuhuang ge (5)
- Baiya cheng yizhi ji Jin dian wo yizhi (6-12)

#### Yunlong
- Tongjing qiao (5)
- Shuntang huozang muqun (6-13)

#### Eryuan
- Deyuan cheng yizhi (3-59)
- Duan xin ju bao moya bei (4)

#### Jianchuan
- Shizhongshan shiku (1-12)
- Xingjiao si (3-34)
- Jingfeng ge (3-35)
- Jinhuashan shike (3-50)
- Baoxiang si (4)
- Zhao Fan mu (6-78)

#### Heqing
- Heqing wenmiao (3-36)
- Heqing Yunhe lou (5)

#### Yangbi
- Yunlong qiao (4)
- Cangshan yahua (6-59)

#### Weishan
- Weibaoshan gu jianzhuqun (3-37)
- Gongchen lou (4)
- Longweiushan yizhi (4)
- Yuhuang ge ji Wenhua shuyuan (5)
- Yuanjue si (6-43)

### Chuxiong

#### Chuxiong
- Gufa minggong de yun bei moya (2-30)
- Chuxiong wenmiao (3-17)

#### Mouding
- Mouding wenmiao (4)

#### Yao’an
- Defeng si (2-15)
- Longhua si (4)
- Lizhi qiao (6-18)

#### Dayao
- Baita (1-6) (web)
- Shiyang wenmiao (4) (web, web)
- Miaofeng Deyun si (5) (web)
- Zhao Zuochuan lieshimu (5) Zhao Zuochuan (web)

#### Yongren
- Caiyuanzi yizhi (6-10)

#### Yuanmou
- Yuanmou yuanren yizhi (2-23)
- Dadunzi yizhi (3-55)
- Yuanmou guyuan huashi didian (5)

#### Wuding
- Shishan Zhengxu si (3-18)

#### Lufeng
- Huangsuo qiao (2-21)
- Lufeng guyuan huashi chandi (2-22)
- Dawa konglong shan (5)
- Ana konglong huashi didian (6-11)

### Honghe

#### Mengzi
- Nanhu Yingzhou ting (3-22)
- Meng zi zu jie zhi (3-23)
- Bise zhai chezhan (3-24)
- Zhonggong Yunnan di-yi (4)
- Yuanshi dong (4)
- Mengzi Yuhuang ge (6-24)
- Zhoujia jiuzhai (6-72)

#### Gejiu
- Yun miao (4)
- Gejiu Jijie huochezhan (6-74)
- Bao feng long shang hao (6-77)

#### Kaiyuan
- Yunwo si (4)
- Dazhuang qingzhensi (5)

#### Jianshui
- Shuanglong qiao (1-11)
- Jianshui wenmiao (2-16)
- Zhilin si (3-20)
- Zhu jia hua yuan (3-21)
- Jianshui guyao (3-60)
- Chaoyang lou (4)
- Tianyuan yao (4)
- Xuezheng kao peng (4)
- Wenbi ta (4)
- Tuanshan minju (6-25)
- Jianshui yuhuang ge (6-26)
- Jianshui Tuzhu miao (6-27)

#### Shiping
- Chenshi zong ci (4)
- Ehemaliger Wohnsitz von Yuan Jiagu (4)
- Laihe ting (5)
- Zhengshi zongci ji Chenshi minju (5)
- Xiushan-Tempel von Shiping (6-28)
- Shiping wenmiao ji Yuping shuyuan (6-29)
- Qihe lou jianzhuqun (6-73)

#### Mile
- Grab von Sun Ranweng (2-28)
- Ehemaliger Wohnsitz von Xiong Qinglai (4)
- Miyang Wenchang gong ji Jianguo lou (5)
- Hongxi shibei fang (6-30)
- Ehemaliger Wohnsitz von Zhang Chong (6-76)

#### Luxi
- Yunpeng zushuguan (4)
- Wanshou Sanfo dian (6-31)

#### Honghe
- Dongmen lou ji Yisa minju (6-75)

#### Hekou
- Hekou dui xun du ban gong shu jiuzhi (4)
- Hekou haiguan jiuzhi (5)

#### Pingbian
- Lianhua dong shike (3-48)
- Dian-Yue-tielu Wujiazhai Renzi qiao (5)

### Wenshan

#### Wenshan
- Chu Tunan guju (5)
- Daxing si (6-32)
- Wuzi ci (6-33)

#### Yanshan
- Zhonggong Gui-Dian-Qian bianqu gongwei kuo da hui yi hui zhi (4)
- Luduke tianzhu jiaotang (5)

#### Xichou
- Niuyang Taiping qiao (4)

#### Malipo
- Da wang yan ya hua (3-49)

#### Qiubei
- Xiangbiling gu shuili gongcheng (4)

#### Guangnan
- Guangnan Yanta (4)
- Haotian ge (5)
- Nongshi tusi yashu (6-34)
- Wangshi zhaiyuan (6-35)
- Doutian ge (6-36)

### Xishuangbanna

#### Jinghong
- Manfeilong ta (2-11)
- Zhou zong li shi cha re zuo suo ji Zhong-Mian huitan jinian bei (4)
- Man chun man fo si (5)
- Mange Fosi (6-42)

#### Menghai
- Achteckiger Pavillon von Jingzhen (2-18)
- Manduan Fosi (4)

#### Mengla
- Li Dingguo ci (3-28)